# Ny2 Sagittarii
Ny2 Sagittarii (ν2 Sagittarii) ist ein Doppelsternsystem im Ekliptik-Sternbild Schütze, lateinisch Sagittarius. Er ist mit einer scheinbaren Helligkeit von +4.98 mag mit bloßem Auge kaum sichtbar. Bei einer jährlichen Parallaxe von 11,91 Millibogensekunden ist das System zirka 270 Lichtjahre von uns entfernt. Ny2 Sagittarii hat eine hohe Pekuliargeschwindigkeit von  86,0 (−14,4, +11,6) km/s und ist sehr wahrscheinlich ein sogenannter Schnellläufer.
Das Spektrum der Hauptkomponente zeigt einen Spektraltyp K1 Ib–II, der auf einen entwickelten hellen Riesen oder Überriesen hinweist. Es handelt sich um einen schwachen Bariumstern, der in seiner äußeren Atmosphäre einen erhöhten Überschuss an s-Prozess-Elementen zeigt. Dieses Material stammt höchstwahrscheinlich aus einem früheren Massetransfer des Begleiters, der nun ein weißer Zwerg ist.
Die Hauptkomponente hat geschätzt das 1,4fache der Sonnenmasse und eine Ausdehnung vom 85fachen des Sonnenradius.